# Campeonato Paulista 1922
In 1922 werd het 21ste Campeonato Paulista gespeeld voor voetbalclubs uit de Braziliaanse staat São Paulo. De competitie werd gespeeld van 23 april 1922 tot 4 februari 1923. De twaalf clubs speelden één keer tegen elkaar, daarna vielen de laatste vier clubs af en speelden de overige acht nog een keer tegen elkaar. Corinthians werd kampioen.  

## Eindstand
| Plaats | Club                 | Wed. | W  | G | V  | Saldo | Ptn. |
| ------ | -------------------- | ---- | -- | - | -- | ----- | ---- |
| 1.     | Corinthians          | 18   | 14 | 2 | 2  | 72:19 | 30   |
| 2.     | Palestra Itália      | 18   | 14 | 1 | 3  | 48:24 | 29   |
| 3.     | Sírio                | 18   | 11 | 4 | 3  | 44:27 | 26   |
| 4.     | Paulistano           | 18   | 10 | 2 | 6  | 51:34 | 22   |
| 5.     | AA Palmeiras         | 18   | 7  | 4 | 7  | 37:29 | 18   |
| 6.     | Ypiranga             | 18   | 5  | 5 | 8  | 32:34 | 15   |
| 7.     | Minas Gerais FC      | 18   | 6  | 2 | 10 | 25:54 | 14   |
| 8.     | AA São Bento         | 18   | 6  | 1 | 11 | 25:32 | 13   |
| 9.     | Germânia             | 11   | 3  | 1 | 7  | 16:36 | 7    |
| 10.    | Mackenzie-Portuguesa | 11   | 3  | 0 | 8  | 15:33 | 6    |
| 11.    | Santos               | 11   | 2  | 1 | 8  | 17:31 | 5    |
| 12.    | Internacional        | 11   | 1  | 1 | 9  | 10:39 | 3    |

|  | Kampioen                      |
|  | Uitgeschakeld na de heenronde |

## Kampioen
| Campeonato Paulista de 1922     |
| São Paulo                       |
| ------------------------------- |
| CORINTHIANS Kampioen (3° titel) |

## Topschutter
| Speler            | Speler     | Goals | Club        |
| ----------------- | ---------- | ----- | ----------- |
| Vlag van Brazilië | Gambarotto | 19    | Corinthians |